# John Meachin
John Basford Meachin (6 oktober 1941 – 2 maart 2001) was een voetbalscheidsrechter uit Canada, die de arbitrage instapte na zijn actieve voetbalcarrière. Hij speelde onder meer voor Aston Villa, Manchester City en Manchester United. Een blessure dwong hem te stoppen met voetbal. Meachin was gedurende negen jaar actief als internationaal FIFA-scheidsrechter.

## Interlands
| Datum           | Wedstrijd                      | Uitslag | Competitie        | Kreeg geel | Kreeg voor de tweede keer geel en dus rood | Weggestuurd |
| --------------- | ------------------------------ | ------- | ----------------- | ---------- | ------------------------------------------ | ----------- |
| 25 juli 1984    | Canada – Chili                 | 0 – 0   | Vriendschappelijk | ?          | ?                                          | ?           |
| 31 mei 1985     | Verenigde Staten – Costa Rica  | 0 – 1   | WK-kwalificatie   | ?          | ?                                          | ?           |
| 2 juni 1985     | Mexico – Italië                | 1 – 1   | Vriendschappelijk | ?          | ?                                          | ?           |
| 24 mei 1986     | Canada – Engeland              | 0 – 1   | Vriendschappelijk | ?          | ?                                          | ?           |
| 2 april 1989    | Costa Rica – Guatemala         | 2 – 1   | WK-kwalificatie   | 3          | 0                                          | 0           |
| 5 november 1989 | Verenigde Staten – El Salvador | 0 – 0   | WK-kwalificatie   | ?          | ?                                          | ?           |